# Szczęki (anatomia)
Szczęki – terminem tym określa się wszelkie mocne, zaciskające się narządy w obrębie otworu gębowego, przed nim, albo otaczające go, przystosowane do chwytania i rozdrabniania pokarmu.
Szczęki bezkręgowców mają bardzo różną budowę i nie wykazują homologii. W aparacie gębowym owadów para szczęk z głaszczkami wchodzi w skład odnóży głowowych przystosowanych do pobierania pokarmu wraz z wargą górną, parą żuwaczek oraz wargą dolną z głaszczkami.
U kręgowców szczęki to kości lub elementy chrzęstne stanowiące podstawowy składnik trzewioczaszki, które powstały na podłożu łuku żuchwowego obudowując jamę ustną, siedlisko zębów. U ssaków szczęki są złożone z parzystej kości szczękowej, międzyszczękowej oraz żuchwy. 
U człowieka kość szczękowa nie łączy się z żuchwą, gdyż ta ostatnia łączy się za pomocą stawu skroniowo-żuchwowego z kością skroniową.